# Charles IV de Lorraine
Pour les articles homonymes, voir Charles IV et Charles de Lorraine.
Charles de Vaudémont (en allemand Karl IV.), né le 5 avril 1604 à Nancy, mort  le 18 septembre 1675 à Bernkastel, est duc de Lorraine et de Bar, de jure de 1625 à 1634 et de 1634 à 1675 (de facto de 1625 à 1634, en 1641 et de 1659 à 1670), sous le nom de Charles IV.

## Biographie

### Jeunesse
Petit-fils du duc Charles III et neveu du duc Henri II de Lorraine, Charles de Vaudémont est le fils de François II de Lorraine, comte de Vaudémont et de Christine de Salm.
Il passe son enfance à la cour de France et fut compagnon de jeu du futur Louis XIII, son aîné de 3 ans. Par ailleurs, son père a un temps été envisagé comme un parti possible pour Marie de Médicis avant que celle-ci ne devienne reine de France. Revenu en Lorraine où son oncle, le duc Henri II, est sans descendance masculine, Charles laisse entendre qu'il se considère comme l'héritier des duchés, en vertu d'un prétendu testament du duc René II qui spécifie que les duchés devaient se transmettre en lignée masculine. Mais conformément à la tradition de Lorraine, Henri II entend laisser le duché à sa fille aînée Nicole, ce qui incite Charles à s'éloigner de la cour.
Il combat pour l'empereur Ferdinand II en s'illustrant notamment à la bataille de la Montagne Blanche, le 8 novembre 1620 et montre des compétences de chef de guerre alors qu'il n'a que 16 ans.
Après de longues tractations, il épouse en 1621 sa cousine Nicole ; celle-ci a été un moment pressentie pour épouser le jeune Louis XIII ; la Lorraine et le Barrois seraient ainsi pacifiquement devenus français, mais la mort d'Henri IV met fin à ce projet et un autre projet de mariage avec une infante espagnole est programmé pour Louis XIII.
Après avoir laissé des dispositions prévoyant que Charles de Vaudémont tiendrait son autorité de sa femme, Henri II meurt le 31 juillet 1624.

### Première abdication et retour au pouvoir
Charles ne se contente pas d'une position de duc consort. Il entreprend avec le soutien de son père d'obtenir la totalité du pouvoir. En novembre 1625, François de Vaudémont, s'appuyant sur le prétendu testament de René II, revendique le duché. Les États généraux de Lorraine estiment sa requête légitime et Charles IV et Nicole Ire abdiquent conjointement en sa faveur.
François de Vaudémont devient duc le 21 novembre 1625 sous le nom de François II de Lorraine. Il abdique cinq jours plus tard en faveur de son fils, qui redevient de plein droit le duc Charles IV, mais désormais, sa femme se trouve écartée du gouvernement du duché.

### Bien mal acquis...
Les relations entre la France et la Lorraine se dégradent alors, car Louis XIII refuse de reconnaître les principes du droit qui ont amené Charles au pouvoir ; la France a intérêt à ce que le duché de Lorraine puisse revenir à une femme, celle-ci pouvant le cas échéant être mariée à un prince français. 
La fin des guerres et des ambitions françaises en Italie a déplacé les lignes de front vers le Nord. La politique de Louis XIII de France et de son puissant ministre, le cardinal de Richelieu (un « gran furbo » d'après le pape Urbain VIII) est de repousser la frontière du royaume au bord du Rhin, ce qui impliquait à terme l'annexion du duché de Bar, du duché de Lorraine, états souverains, de la Franche-Comté, possession espagnole, de l'Alsace, possession de l'Empire romain germanique.
Mal soutenu par ses oncles, le duc Maximilien Ier de Bavière et l'empereur Ferdinand II du Saint-Empire, le duc cherche d'autres alliances et, rompant avec la politique ultra-catholique de ses prédécesseurs, s'allie avec les huguenots français, les Anglais et le duc de Savoie.

### Les liaisons dangereuses
Menant une diplomatie active mais brouillonne, Charles soutenait discrètement les ennemis du cardinal de Richelieu et accueillait les comploteurs qui pouvaient ainsi échapper à la justice royale française, au premier rang desquels se trouvait Gaston de France, frère du roi et héritier du trône de France.
En septembre 1629, Gaston de France se réfugia en Lorraine, et, sans le consentement de son frère le roi qui est le chef de sa maison, y épousa en 1632 celle qu'il appellera toute sa vie l'Ange, la jeune Marguerite, sœur du duc Charles.
Au printemps 1631, Gustave Adolphe, roi de Suède, débarque en Poméranie et la guerre de Trente Ans embrase l'Europe. Charles envoie son armée pour soutenir l'Empereur. Lorsque les troupes françaises envahissent la Lorraine à l'automne 1631, il juge plus prudent de composer et signe le 6 janvier 1632 le traité de Vic.

### Seconde abdication et retour au pouvoir

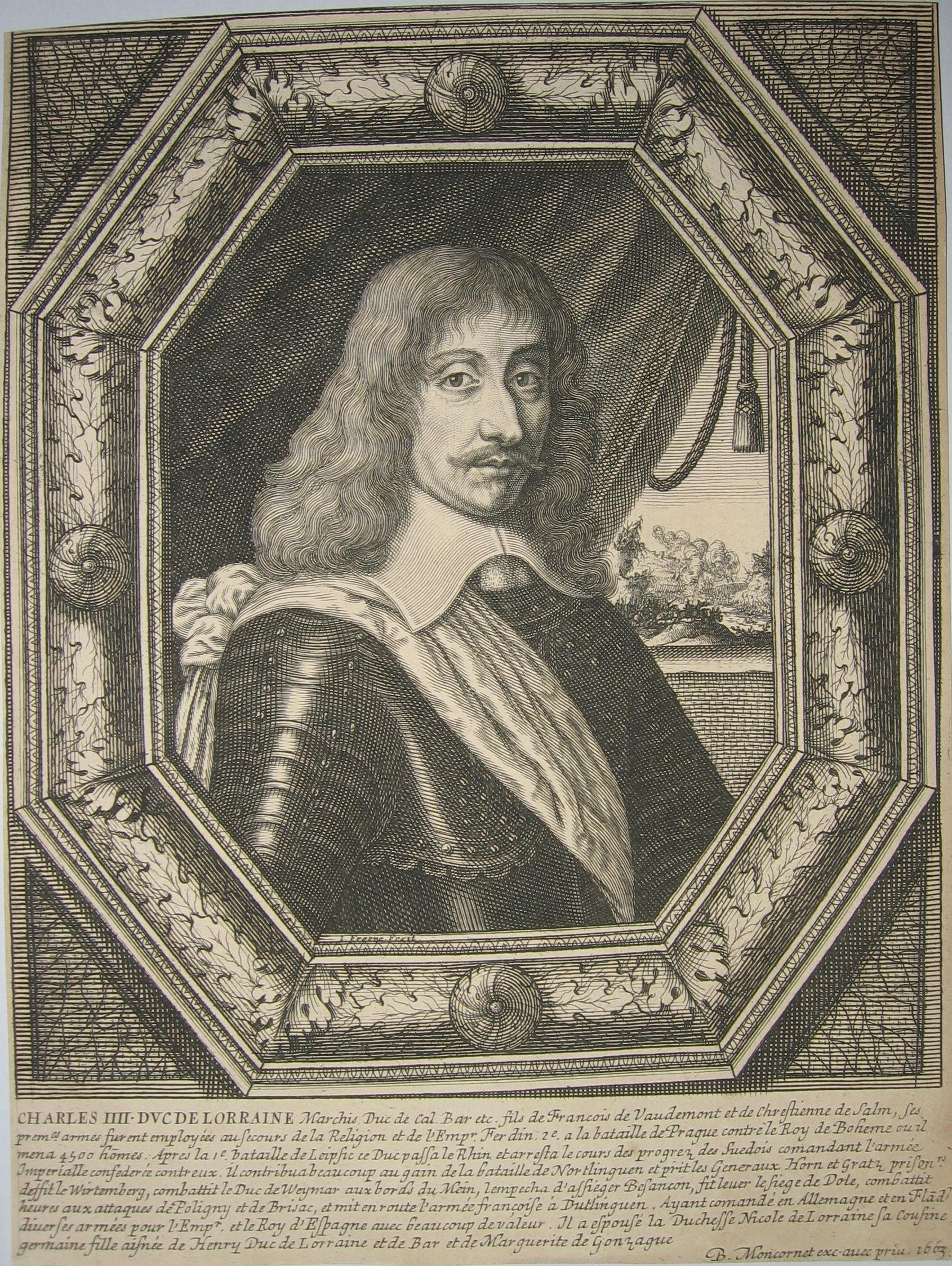
Charles IV duc de Lorraine, par B. Moncornet, 1663.

Au mois de juin 1632, Louis XIII envahit une seconde fois les duchés et occupe le Barrois et la Lorraine. Charles est contraint de signer le 26 juin 1632 le traité de Liverdun, qu'il pense bien ne pas respecter. En septembre 1633, les troupes françaises envahissent pour la troisième fois la Lorraine. À cette occasion est signé le traité de Charmes, lequel reprend et durcit davantage les termes des traités de Vic et Liverdun. Charles juge alors plus favorable d'abdiquer le 19 janvier 1634 en faveur de son frère Nicolas-François, puis va prendre un commandement des troupes impériales. Il combat les Suédois, puis les Français, sur qui il remporte plusieurs succès.
En 1635, il subit des revers alors qu'il tente de reconquérir ses duchés. Les Suédois ravagent les duchés et y causent tant de mal que l'année 1635 reste dans les mémoires comme « l'année des Suédois ». 
Meilleur militaire que politique, Charles IV remporte plusieurs victoires de 1638 à 1640, notamment en Franche-Comté dont le roi d'Espagne lui a confié la défense. Il participe à la levée du siège de Dole, un désastre français. Il participe peu après à l'invasion désastreuse de la Bourgogne, sous les ordres de Mathias Gallas. 
Il prend le commandement des armées de Franche-Comté, vers le milieu de l'année suivante. Il tente d'en chasser l'armée de Bernard de Saxe-Weimar ainsi que les autres incursions des troupes françaises avec un succès mitigé. S'il se révèle comme un excellent tacticien, il en va autrement de ses choix et décisions en matière de stratégie qui sont critiqués par ses alliés comtois, impériaux et espagnols. À Bletterans en octobre 1637 il surprend l'armée française, qui vient de s'emparer de la ville, en plein bivouac. Plutôt que de donner l'attaque, il laisse l'armée française se rassembler et se préparer. Finalement, excepté quelques escarmouches, il n'y aura pas de bataille. À Poligny en juin 1638, il remporte une grande victoire en se positionnant habilement sur les hauteurs de la ville.  Mais à l'issue de la bataille, il permet à l'armée française de s'échapper alors que celle-ci était en position de faiblesse et pouvait être anéantie. De profondes divisions entre les alliés apparaissent alors. 
Il entreprend alors de négocier de nouveau avec la France et, par le traité de Saint-Germain-en-Laye du 2 avril 1641, récupéra ses États exsangues, mais dut accepter le protectorat français et s'engager à ne pas conclure d'alliance avec la Maison d'Autriche.
Nonobstant, quelques semaines plus tard à peine, il soutient le complot du comte de Soissons. Richelieu, bien que gravement malade, après avoir maîtrisé les coupables, décide d'arrêter Charles IV qui réussit à s'enfuir fin juillet 1641 et reprend le combat contre la France.
Les traités de Westphalie du 24 octobre 1648 qui marquent officiellement et de jure le rattachement des Trois-Évêchés à la France, laisse le sort des duchés en suspens.
Exclu de ces traités, et ayant échoué dans ses négociations avec le cardinal de Mazarin (qui a succédé à Richelieu), Charles IV reprend la guerre et est en position de menacer Paris en 1652.
Il perd son avantage et sa crédibilité en cherchant à négocier à la fois avec Mazarin et les princes frondeurs. L'Espagne lui reproche d'être la cause de l'échec et il est arrêté à Bruxelles le 25 janvier 1654 et transféré à l'Alcazar de Tolède.
Il passe cinq années en détention. Les maladresses coupables de son frère Nicolas-François repoussent une libération qui n'est effective que le 15 octobre 1659. Le traité des Pyrénées, signé le 7 novembre, lui enlève le Barrois. Il parvient cependant à convaincre Mazarin de le lui restituer  par le traité de Vincennes du 28 février 1661.

### Dernier acte

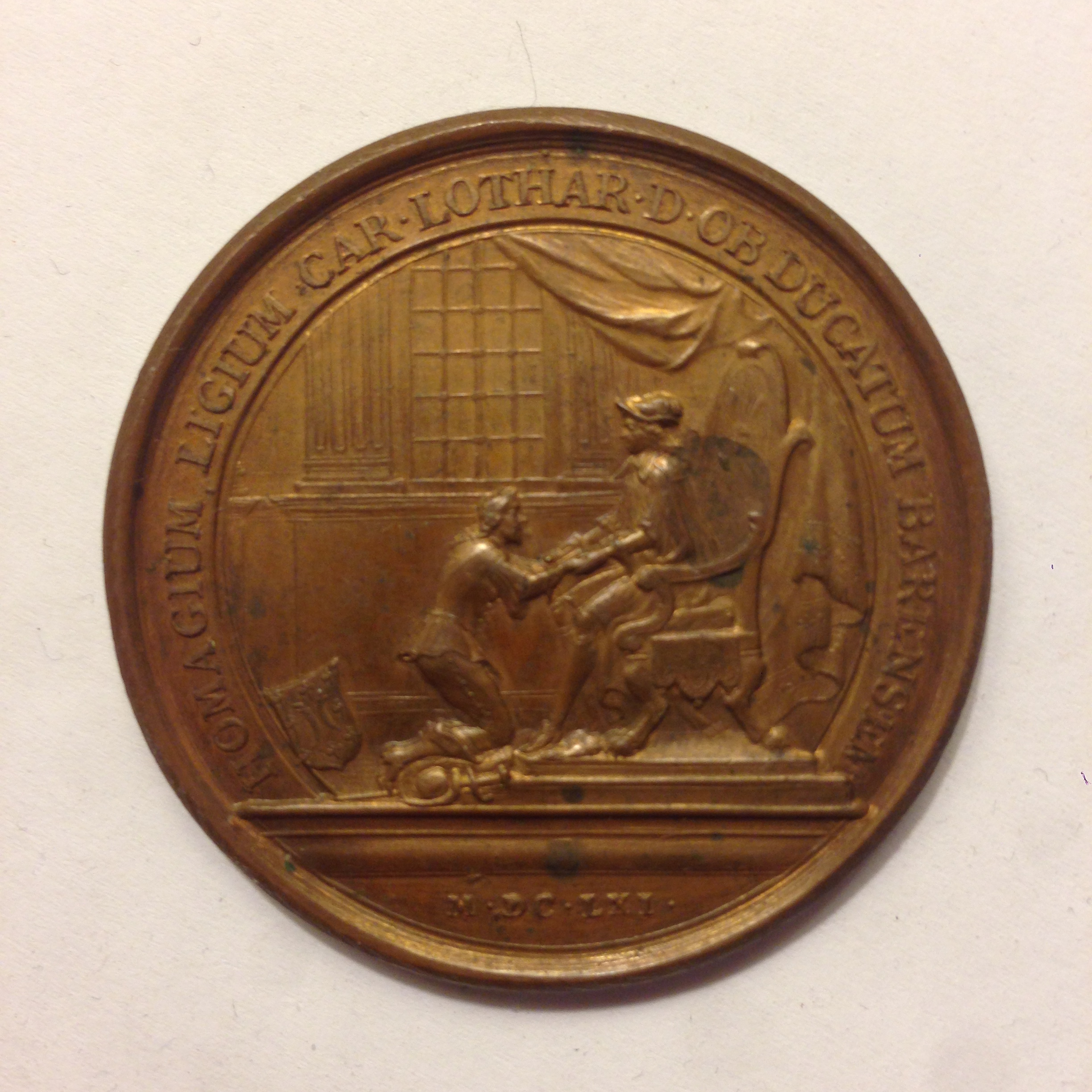
Hommage de Charles IV à Louis XIV pour le Barrois mouvant en 1661 au Louvre

Mais Charles IV ne renonce pas à ses activités militaires et continue à combattre au profit de ses voisins. Il engage des travaux pour remettre en état les routes lorraines et barroises. Pour ce faire, il accable d'impôts ses sujets déjà ruinés par la guerre de Trente Ans.
Il signe le 6 février 1662 à l'abbaye de Montmartre avec Louis XIV le traité de Montmartre par lequel Charles IV cédé à Louis XIV le duché de Lorraine à condition d'en conserver sa souveraineté sa vie durant. En contrepartie le roi lui reconnaissait le titre de prince du sang et une rente annuelle de un million de livres. Ce traité a immédiatement entrainé des oppositions. Les Lorrains n'acceptant pas que le duc les vende au roi et de disposer à sa guise de ses États, les Français qu'on donne le titre de prince du sang, héritiers présomptifs de la Couronne, au duc de Lorraine. Mais dès 1663, à la suite d'un nouvel accord entre le duc et le roi, le traité est resté lettre morte.
Il refuse en 1669 de licencier ses armées sur l'injonction de Louis XIV et les troupes françaises envahissent à nouveau les duchés au cours de l'été 1670. Charles IV doit à nouveau s'enfuir et, sans ressource, licencie son armée.
Après avoir vaincu les Français le 11 août 1675 à la bataille du pont de Konz (Konzer Brücke), il tombe malade et meurt le mois suivant à l'âge de 71 ans.
La Lorraine et le Barrois sont occupés par les troupes françaises jusqu'au Traité de Ryswick qui rend à Léopold Ier de Lorraine, petit-neveu de Charles IV, ses états patrimoniaux (1697).

### Mariages et enfants
La vie conjugale du duc est aussi brouillonne que son action politique.
Marié en premières noces, le 23 mai 1621, à Nicole de Lorraine (° 1608 † 1657), fille d'Henri II duc de Lorraine, et de Marguerite de Mantoue, le couple n'a pas d'enfants. Souhaitant quitter son épouse après l'avoir exclue du pouvoir, il tente de provoquer l'invalidation de son mariage en faisant condamner en 1631 pour sorcellerie Melchior de la Vallée, le prêtre qui a baptisé Nicole. Charles se sépare finalement en 1635 de son épouse, au prétexte qu'il n'a pas été libre de choisir au moment de son mariage, mais la papauté, sous la pression de la France, n'accepta pas d'annuler le mariage. Lors de l'invasion des duchés par la France en 1633, Nicole, sur ordre de Louis XIII, doit transférer sa résidence à Paris.
Malgré tout, le duc épouse en secondes noces, le 9 avril 1637, Béatrix de Cusance (° 1614 † 1663), baronne de Belvoir et princesse de Cantecroix par son premier mariage avec l'héritier de la famille de Granvelle, Léopold-Eugène d'Oiselay, petit-fils de l'empereur Rodolphe II du Saint-Empire par sa fille naturelle Caroline d'Autriche. Léopold-Eugène meurt de la peste en janvier 1637. 
La princesse de Catecroix accouche en octobre de la même année d'un fils prénommé François. Charles IV et Béatrice prétendent que cet enfant est né prématurément et qu'il est issu de leur union quand la belle-mère de la jeune femme, Caroline d'Autriche prétend que l'enfant est son petit-fils. Mais il meurt en 1638, ce que n'acceptera pas la grand-mère. Un très long procès donnera tort à la fille naturelle de l'empereur. 
Excommuniés pour bigamie le 23 avril 1642, ils doivent se séparer physiquement quelque temps. La duchesse Nicole meurt en 1657 mais Charles ne renoue pas avec la mère de ses enfants pour autant et Béatrix devra exiger le mariage qui n'a lieu qu'en 1663 mais par procuration, dans le but de pouvoir légitimer ses enfants. Très malade, Béatrix de Cusance meurt 15 jours plus tard. Les enfants de ce deuxième mariage, malgré tout, sont considérés comme non dynastes au grand soulagement des membres de la Maison de Lorraine :
- François de Lorraine (° 1637 † 1638).
- Anne (° 1639 † 1720), mariée en 1660 avec François Marie de Lorraine (° 1624 † 1694), comte puis prince de Lillebonne, petit-fils d'Henri IV et cousin germain de Louis XIV.
- Charles Henri (° 1649 † 1723), prince de Vaudémont et de Commercy, gouverneur du Milanais, général en chef des armées espagnoles aux Pays-Bas.

De nouveau veuf à la mort de Béatrix en 1663, le duc sexagénaire se remarie en troisièmes noces, en 1665, à une jeune fille de 14 ans, Marie-Louise d'Apremont (° 1651 † 1692). Il a parallèlement promis le mariage à une chanoinesse laïque du Chapitre de Dames Nobles de Poussay, Isabelle de Ludres, qui est par ailleurs une des maîtresses de Louis XIV.
Charles IV meurt 12 ans plus tard, sans postérité de ce troisième mariage.

## Grand étendard de l’union Lorraine

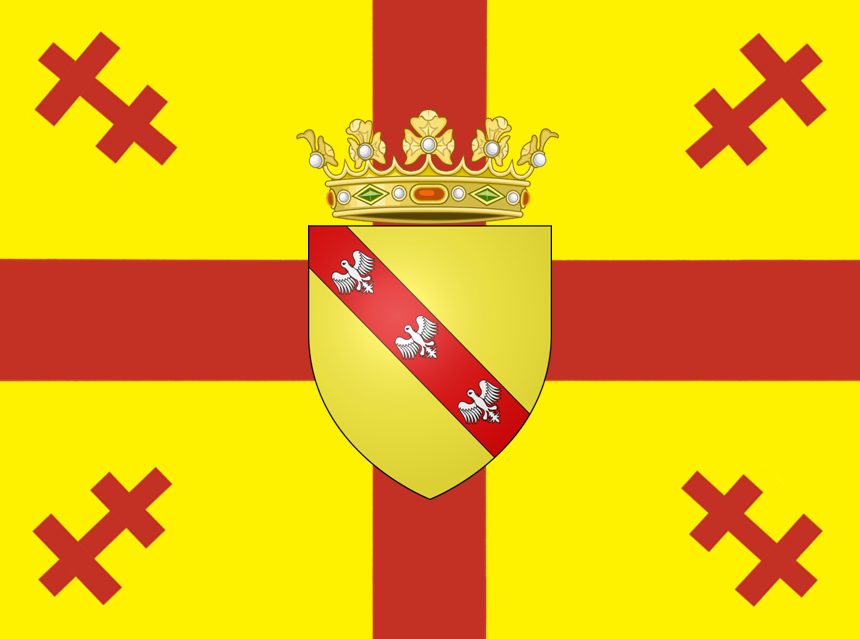
Grand étendard de l’union Lorraine ou étendard Charles IV.

C'est lors de la guerre de Trente ans que Charles IV créa cet étendard (ce qui lui valut le deuxième nom d'« étendard Charles IV »), afin d'unifier les états lorrains sous une même bannière contre l'envahisseur français. 
De fond jaune, avec une grande croix catholique rouge qui rappelle les convictions de la Lorraine lors de ces périodes de trouble entre protestants et catholiques, et dont au pont de jonction des bras de cette dernière se trouve l'écusson, parfois représenté ovale, de la Lorraine : d'or, à la bande de gueules chargée de trois alérions d'argent, le tout surmonté de la couronne ducale. A chacun des quatre angles du drapeau on retrouve la croix à double croisillon de Lorraine.
Cet étendard fut notamment représenté sur deux tableaux ayant appartenu à M. le baron de Klopstein et conservés au château de Châtillon, près de Cirey. L'un des tableaux représente le siège sanglant de Blâmont, l'autre une sortie triomphante de la forteresse de Mandres-aux-Quatre-Tours. On le retrouve également figuré sur le vitrail consacré à la rencontre de Charles IV et Saint Pierre Fourier dans l'église Saint-Léon de Nancy.